# UFC 240
UFC 240: Holloway vs. Edgar — турнир по смешанным единоборствам, проведённый организацией Ultimate Fighting Championship 27 июля 2019 года на спортивной арене "Rogers Place" в городе Эдмонтон, провинция Альберта, Канада.
В главном бою вечера Макс Холлоуэй победил Фрэнки Эдгара единогласным решением судей и защитил титул чемпиона UFC в полулёгком весе.

## Результаты турнира
| Бой п/п                    | Весовая категория     | Участники и результат боя | Участники и результат боя | Участники и результат боя | Способ победы                              | Раунд | Время | Прим.                                       |
| Основной кард              |                       |                           |                           |                           |                                            |       |       |                                             |
| Бой 11                     | Полулёгкий вес        | Макс Холлоуэй (ч)         | поб.                      | Фрэнки Эдгар (#4)         | Единогласное решение (50–45, 49–46, 48–47) | 5     | 5:00  | Бой за титул чемпиона UFC в полулёгком весе |
| Бой 10                     | Жен. полулёгкий вес   | Кристиана Жустину         | поб.                      | Фелиция Спенсер           | Единогласное решение (30–27, 30–27, 30–27) | 3     | 5:00  |                                             |
| Бой 9                      | Полусредний вес       | Джефф Нил                 | поб.                      | Нико Прайс                | Технический нокаут (удары руками)          | 2     | 2:39  | Выступление вечера                          |
| Бой 8                      | Лёгкий вес            | Арман Царукян             | поб.                      | Оливье Обен-Мерсье        | Единогласное решение (29–28, 29–28, 29–28) | 3     | 5:00  |                                             |
| Бой 7                      | Средний вес           | Кшиштоф Йотко             | поб.                      | Марк-Андре Баррио         | Раздельное решение (29–28, 28–29, 29–28)   | 3     | 5:00  |                                             |
| Предварительные бои        |                       |                           |                           |                           |                                            |       |       |                                             |
| Бой 6                      | Жен. наилегчайший вес | Вивиани Араужу (#15)      | поб.                      | Алексис Дэвис (#7)        | Единогласное решение (29–28, 29–28, 29–28) | 3     | 5:00  |                                             |
| Бой 5                      | Полулёгкий вес        | Хаким Даводу              | поб.                      | Йосинори Хори             | Технический нокаут (удар ногой в голову)   | 3     | 4:09  | Выступление вечера                          |
| Бой 4                      | Полулёгкий вес        | Гэвин Такер               | поб.                      | Чхве Сын У                | Сдача, удушающий приём (удушение сзади)    | 3     | 3:17  |                                             |
| Бой 3                      | Наилегчайший вес      | Дейвисон Фигейреду (#4)   | поб.                      | Алешандри Пантожа (#3)    | Единогласное решение (30–27, 30–27, 30–27) | 3     | 5:00  | Лучший бой вечера                           |
| Ранние предварительные бои |                       |                           |                           |                           |                                            |       |       |                                             |
| Бой 2                      | Жен. наилегчайший вес | Джиллиан Робертсон        | поб.                      | Сара Фрота                | Технический нокаут (удары локтями)         | 2     | 4:13  |                                             |
| Бой 1                      | Полусредний вес       | Эрик Кох                  | поб.                      | Кайл Стюарт               | Единогласное решение (30–27, 29–28, 29–28) | 3     | 5:00  |                                             |

## Награды
Следующие бойцы были удостоены денежного бонуса в $50,000:
- Бой вечера: Дейвисон Фигейреду vs. Алешандри Пантожа
- Выступление вечера: Джефф Нил и Хаким Даводу